# جو جيبس (ملحن)
جو جيبس (بالإنجليزية: Joe Gibbs)‏ هو ملحن ومنتج أسطوانات جامايكي، ولد في 14 أكتوبر 1942 في مونتيغو باي في جامايكا، وتوفي في 21 فبراير 2008 في كينغستون في جامايكا بسبب نوبة قلبية.

## وصلات خارجية
- جو جيبس على موقع IMDb (الإنجليزية)
- جو جيبس على موقع ميوزك برينز (الإنجليزية)
- جو جيبس على موقع ميوزك برينز (الإنجليزية)
- جو جيبس على موقع ديسكوغز (الإنجليزية)
- جو جيبس على موقع قاعدة بيانات الفيلم (الإنجليزية)